# Landaville
Landaville là một xã, nằm ở tỉnh Vosges trong vùng Grand Est của Pháp. Xã này có diện tích 13,06 km², dân số năm 1999 là 314 người. Xã này nằm ở khu vực có độ cao trung bình 340 m trên mực nước biển.
Dân địa phương tiếng Pháp gọi là Landavillois.

## Biến động dân số
| 1962                                         | 1968 | 1975 | 1982 | 1990 | 1999 |
| -------------------------------------------- | ---- | ---- | ---- | ---- | ---- |
| 320                                          | 336  | 324  | 339  | 301  | 314  |
| Số liệu từ năm 1962: Dân số không tính trùng |      |      |      |      |      |